# 衛門府
衛門府（えもんふ）とは、律令制における官司。当初は1つであったが、大同3年（808年）に（左右）衛士府と統合されて一旦廃止され、弘仁3年（811年）に左右衛士府の改称に伴って復置された際、左衛門府と右衛門府の2つが置かれた。和訓にて「ゆげひのつかさ」と呼び、「靫負」という漢字をあてる場合がある。「ゆげひ」とは「ゆぎおひ（靫負ひ）」の転訛で「靫」とは弓を入れる容器のこと。「ゆげひ」がさらに訛って「ゆぎえ」とも称される。唐名は金吾、監門、監府。長は衛門督 （後に左衛門督・右衛門督）である。「柏木」は王朝和歌における衛門府、衛門督の雅称である。
※当初、（左右）衛士府、（左右）兵衛府とあわせて「五衛府」と呼ばれ、復置後は（左右）近衛府、（左右）兵衛府とあわせて「六衛府」と呼ばれる。ここでは便宜上、衛士府統合以前を「前期」、衛士府の改称による復置以後を「後期」と表記する。

## 前期
靫負の伝統を受け継ぐ門部を中核として併せて衛士も配属する。太古より宮城の門の警備を担ってきた氏族であることから、衛門府と称せられた。職掌は宮門を守衛し通行者を検察する。758年（天平宝字2年）に、藤原仲麻呂による官号の唐風化の一環として司門衛と改称したが、藤原仲麻呂失脚後の764年（天平宝字8年）に再度、衛門府に改称される。808年（大同3年）7月22日に左右衛士府に併合されることによって、左右衛士府として一本化される。

### 職員構成
督
四等官における長官「かみ」に当たり、官位相当は正五位上。799年（延暦18年）4月27日に従四位下に昇叙し、以後定着する。定員は左右各1名。
佐
四等官における次官「すけ」に当たり、官位相当は従五位下。799年（延暦18年）4月27日に従五位上に昇叙し、以後定着する。定員は左右各1名。
大尉・少尉
四等官における判官「じょう」に当たり、官位相当はそれぞれ従六位下・正七位上。定員はそれぞれ左右衛府及び衛門府各2名。
大志・少志
四等官における主典「さかん」に当たり、官位相当はそれぞれ正八位下・従八位上。定員はそれぞれ左右衛府及び衛門府各2名。
その他に
- 医師 - 正八位下相当
- 門部 - 宮門を守衛
- 衛士 - 宮門を守衛
- 物部（通行人を検察）、使部、直丁らがいた。→（番上を参照）

また衛士府に併合されるまでは被官として
- 隼人司を有した。（その後は兵部省に移管）

## 後期

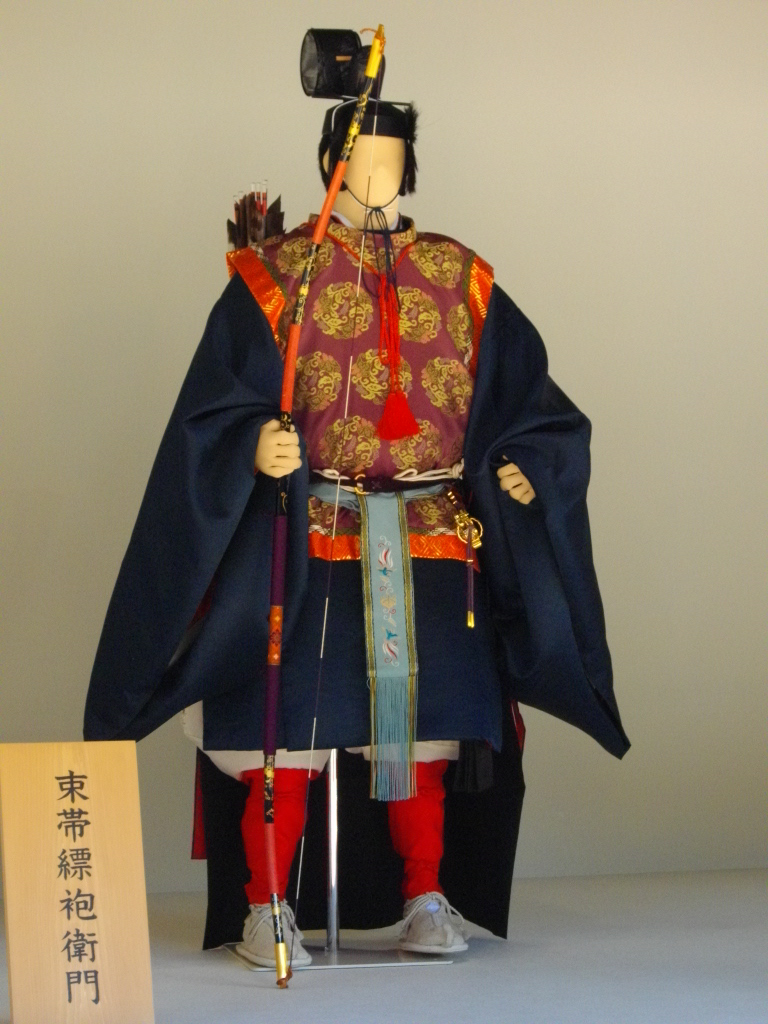
束帯縹袍を着用した衛門像

811年（弘仁2年）11月28日に左右の衛士府を改組して、これをあらめて左右の衛門府と改称した。大内裏の外郭のうち、建春門・建礼門・宜秋門・朔平門より外側で陽明門・殷富門・朱雀門・偉鑒門より内側を警備することが職掌だったが、後代にはこれが検非違使庁によって奪われた。検非違使庁も当初は衛門府内に置かれ、衛門府の官人が検非違使を兼務していたためである。左衛門の陣所は建春門に、右衛門の陣所は宜秋門にそれぞれあった。

### 職員構成
督
従四位下に相当。定員は左右各1名。権官はなかった。中納言・参議が兼任することが多く、また左右兵衛督を加えた計4名のうちの1人が検非違使別当を兼ねるのが慣例であった。唐名は金吾大将軍・監門大将軍。
佐
従五位上に相当。定員は左右各1名。権官があった。左右衛門権佐は検非違使宣旨を蒙る例であった（正官である左右衛門佐は検非違使を兼ねない）。唐名は金吾将軍・金吾次将・監門小将軍・監門次将。
大尉・少尉
それぞれ従六位下・正七位上に相当。定員はそれぞれ左右各2名だったが、後に増員されていった。唐名は金吾長史・金吾校尉・監門長史。通常大尉には公家が、少尉には武家が任命された。
大志・少志
それぞれ正八位下・従八位上に相当。定員は左右各2名だったが、衛門府の衰微にともない任官者がなくなっていった。
その他に
- 医師 - 正八位下に相当。
- 衛士 - 宮城の警備・統括者として番長､当直として吉上が置かれる。
- 門部、物部、府掌、使部、直丁らがいた。→（番上を参照）

## 武家の官位として
律令制が衰退するにつれ、衛門府の職掌は検非違使・武家に奪われ、鎌倉時代以降は朝廷の機能としては有名無実化していった。しかし官職のなかでもこの衛門府などの武官官職は特に武家に好まれ、専ら武家に対して与えられるようになっていった。室町時代では概ね三管領家の一つである畠山氏の当主が左衛門督に代々任官したため、同家は「金吾家」とも称された。また安土桃山時代の大名である小早川秀秋は中納言の官職とともに左衛門督を兼帯したため、「金吾中納言」と称された。このほか戦国時代には各地に割拠した戦国大名が左衛門少尉を略した「左衛門尉」を受領名として家臣に与え始め（酒井氏で忠次の家系など）、江戸時代に武家官位の制度が確立すると、もはや朝廷とはなんの関係もなくこの「左衛門尉」が旗本や御家人などの中級武士に与えられるようになった。江戸町奉行として有名な遠山景元もこれにあたる。また、江戸時代中期に創設された徳川将軍家の一門である御三卿のうち、田安家当主は元服するともっぱら右衛門督に叙された。

## 主な任官者

### 左衛門督
鎌倉時代
- 源頼家

室町時代
- 畠山満家
- 畠山持国
- 畠山政長

戦国時代
- 朝倉義景
- 大友義鎮
- 大崎義隆
- 島津歳久

安土桃山時代
- 酒井忠次
- 小早川秀秋

### 右衛門督
平安時代
- 源直

室町時代
- 斯波義将

戦国時代
- 毛利輝元
- 六角義治

江戸時代（武家官位）
- 田安徳川家
  - 徳川宗武
  - 徳川斉匡
  - 徳川斉荘
  - 徳川慶頼

### 左衛門佐
戦国時代
- 小早川隆景

安土桃山時代
- 真田信繁

### 右衛門佐
平安時代
- 藤原顕家 - 長暦元年（1037年）任官

### 左衛門尉
平安時代
- 藤原千常
- 源満政
- 源頼親
- 源義忠
- 源為義
- 源頼賢
- 源兼綱
- 源義経
- 宇都宮朝綱
- 宇都宮成綱

鎌倉時代
- 安達景盛
- 足立遠元
- 小山朝政
- 工藤祐経
- 島津忠景
- 島津忠綱
- 島津忠時

南北朝時代〜室町時代
- 赤松範資
- 楠木正成
- 楠木正行
- 佐々木道誉
- 長尾景春

戦国時代
- 相良為続
- 松井宗信
- 村上義清